# Tumauini
Tumauini é um município de  primeira classe de renda municipal (d) na província Isabela, nas Filipinas. De acordo com o censo de 1 de maio  de  2020 possui uma população de 70 743 pessoas e 16 825 domicílios.